# Puttelange-lès-Thionville
Puttelange-lès-Thionville település Franciaországban, Moselle megyében. Lakosainak száma 1033 fő (2022. január 1.). Puttelange-lès-Thionville Rodemack, Beyren-lès-Sierck, Mondorff és Basse-Rentgen községekkel határos.

## Népesség
A település népességének változása:
| Lakosok száma | 476  | 506  | 510  | 887  | 930  | 956  | 974  | 1009 | 1016 | 1033 |
|               | 1968 | 1982 | 1990 | 2006 | 2013 | 2015 | 2017 | 2019 | 2020 | 2022 |